# Fußball-Weltmeisterschaft 1938/Tschechoslowakei
Dieser Artikel behandelt die tschechoslowakische Fußballnationalmannschaft bei der Fußball-Weltmeisterschaft 1938.

## Qualifikation
| Bulgarien        | Bulgarien 1908        | - | Tschechoslowakei | Tschechoslowakei 1920 | 1:1 | Panchediev 89' / Říha 44'                      |
| Tschechoslowakei | Tschechoslowakei 1920 | - | Bulgarien        | Bulgarien 1908        | 6:0 | Šimůnek 21' 79' 89', Nejedlý 57' 77', Ludl 73' |

## Tschechoslowakisches Aufgebot
| Nummer / Name | Nummer / Name      | Damaliger Verein   | Geburtstag | Länderspiele |
| Torhüter      | Torhüter           | Torhüter           | Torhüter   | Torhüter     |
| ------------- | ------------------ | ------------------ | ---------- | ------------ |
|               | Karel Burkert      | SK Židenice        | 01.12.1909 |              |
|               | František Plánička | Slavia Prag        | 02.06.1904 |              |
| Abwehr        |                    |                    |            |              |
|               | Jaroslav Burgr     | Sparta Prag        | 07.03.1906 |              |
|               | Karel Černý        | Slavia Prag        | 01.02.1910 |              |
|               | Ferdinand Daučík   | Slavia Prag        | 30.05.1910 |              |
|               | Josef Orth         | 1. ČsŠK Bratislava | 1914       |              |
| Mittelfeld    |                    |                    |            |              |
|               | Jaroslav Bouček    | Sparta Prag        | 13.11.1912 |              |
|               | Karel Kolský       | Sparta Prag        | 21.09.1914 |              |
|               | Vlastimil Kopecký  | Slavia Prag        | 14.10.1912 |              |
|               | Josef Košťálek     | Sparta Prag        | 31.08.1909 |              |
|               | Otakar Nožíř       | Slavia Prag        | 12.03.1917 |              |
| Angriff       |                    |                    |            |              |
|               | Vojtěch Bradáč     | Slavia Prag        | 06.10.1913 |              |
|               | Václav Horák       | Slavia Prag        | 27.09.1912 |              |
|               | Arnošt Kreuz       | SK Pardubice       | 09.05.1912 |              |
|               | Josef Ludl         | Viktoria Žižkov    | 03.06.1916 |              |
|               | Oldřich Nejedlý    | Sparta Prag        | 26.12.1909 |              |
|               | Antonín Puč        | Slavia Prag        | 16.05.1907 |              |
|               | Jan Říha           | Sparta Prag        | 11.11.1915 |              |
|               | Oldřich Rulc       | SK Židenice        | 28.03.1911 |              |
|               | Karel Senecký      | Sparta Prag        | 17.03.1919 |              |
|               | Ladislav Šimůnek   | Slavia Prag        | 04.10.1916 |              |
|               | Josef Zeman        | Sparta Prag        | 23.01.1915 |              |
| Trainer       |                    |                    |            |              |
|               | Josef Meissner     |                    |            |              |

## Spiele der tschechoslowakischen Mannschaft

### Achtelfinale
| 11.000 | Stade Cavée Verte (Le Havre) | Tschechoslowakei | Niederlande | Leclercq (Frankreich) | 3:0 n. V. (0:0, 0:0) | 1:0 Košťálek (93.) 2:0 Nejedlý (111.) 3:0 Zeman (118.) |

### Viertelfinale
| 25.000 | Parc Lescure (Bordeaux) | Brasilien | Tschechoslowakei | von Hertzka (Ungarn) | 1:1 n. V. (1:1, 1:0) | 1:0 Leônidas (30.) 1:1 Nejedlý (65.) 11m |

Wiederholungsspiel:
| 20.000 | Parc Lescure (Bordeaux) | Brasilien | Tschechoslowakei | Capdeville (Frankreich) | 2:1 (0:1) | 0:1 Kopecký (25.) 1:1 Leônidas (57.) 2:1 Roberto (62.) |

Die Tschechen hatte man gegen Brasilien etwas stärker eingeschätzt. Doch der Vizeweltmeister von 1934 musste nach einem 1:1 n. V. im Rückspiel eine 2:1-Niederlage gegen das einzige südamerikanische Team hinnehmen. Brasilien verlor in der ersten Partie zwei Spieler durch Platzverweis und die Tschechoslowakei ihren Weltklasse-Tormann Planicka durch einen Armbruch, sodass er das Entscheidungsspiel nicht mitmachen konnte. Die Brasilianer liefen hierzu mit neun neuen Spielern auf (!) und die Tschechoslowaken mussten im Spiel einen Nasenbeinbruch des Torschützen Kopecky verkraften.